# Písek (Moravia-Slesia)
Písek (in polacco e tedesco Piosek) è un comune della Repubblica Ceca facente parte del distretto di Frýdek-Místek, nella regione della Moravia-Slesia.